# エンパイア・ブラス
エンパイア・ブラス（Empire Brass）は、アメリカ合衆国の金管五重奏団。1972年に結成された。北米、欧州、アジアで定期的にツアーを開催している。

## メンバー
2015年5月時点:
- Derek Lockhart、トランペット
- Eric Berlin、トランペット
- Victor Sungarian、ホルン
- Greg Spiridopoulos、トロンボーン
- ケネス・エイミス（en:Kenneth Amis）、チューバ

### 過去の在籍メンバー
- ロルフ・スメドヴィグ（en:Rolf Smedvig）、トランペット（創立メンバー、2015年4月27日死去[2]）
- ジェフリー・カーナウ（Jeffrey Curnow）、トランペット[3]
- エリック・ラスキー（Eric Ruske）、ホルン[4]
- スコット・ハートマン（Scott Hartman）、トロンボーン[5]
- サム・ピラフィアン（Sam Pilafian）、チューバ（創立メンバー[6]）